# Patrik Andreasson
Patrik Andreasson (* 20. August 1966) ist ein schwedischer Badmintonspieler. 

## Karriere
Patrik Andreasson nahm 1991 und 1993 an den Badminton-Weltmeisterschaften teil und erreichte als beste Platzierung Rang 17 bei seiner ersten Teilnahme. Bei den Titelkämpfen der Studenten wurde er 1992 Weltmeister. 1992 siegte er auch bei den Uppsala International.

## Sportliche Erfolge
| Saison | Veranstaltung                     | Disziplin    | Platz | Name                                   |
| ------ | --------------------------------- | ------------ | ----- | -------------------------------------- |
| 1990   | Weltmeisterschaften der Studenten | Herrendoppel | 2     | Rikard Rönnblom / Patrik Andreasson    |
| 1991   | Weltmeisterschaft                 | Herreneinzel | 17    | Patrik Andreasson                      |
| 1992   | Uppsala International             | Herreneinzel | 1     | Patrik Andreasson                      |
| 1992   | Weltmeisterschaften der Studenten | Herreneinzel | 2     | Patrik Andreasson                      |
| 1992   | Weltmeisterschaften der Studenten | Mixed        | 1     | Charlotta Wihlborg / Patrik Andreasson |
| 1993   | Weltmeisterschaft                 | Herreneinzel | 33    | Patrik Andreasson                      |